# عین‌القضات همدانی
عین‌القضات همدانی با نام کامل ابوالمعالی عبدالله بن محمد بن علی میانجی همدانی (۵۲۵–۴۹۲ هجری قمری) حکیم، نویسنده، شاعر، مفسر قرآن، محدث و فقیه ایرانی بود. او به زبان‌های فارسی، عربی و زبان پارسی میانه آشنایی داشت و درعین‌حال در عرفان و تصوف در بالاترین جایگاه قرار داشته‌است. او از شاگردان عمر خیام و احمد غزالی بوده‌است و در آثار خود از استادش غزالی گفته‌های بسیار نقل کرده است. او در سن ۳۳ سالگی به تهمت الحاد و زندقه در همدان بر دار کشیده شد.

## سرگذشت
او در شهر همدان در یک خانوادهٔ شافعی مذهب زاده شد و در خدمت پدرش ابوبکر محمدابن علی علوم، معارف و عرفان و طریق علوم قضا را فرا گرفت و خود نیز به درجهٔ افتاء و منصب قاضی همدان رسید.
چندی بعد در خراسان، به پیشگاه درس استادانی مانند عمر خیام و ابو عبدالله محمد بن حمویه جوینی راه یافت و بهرهٔ علمی و معنوی بسیار گرفت و در کلام و حکمت، تصوف و عرفان و ادب پارسی و عربی به درجات عالی رسید.
عین‌القضات اگر چه در زمان حیات ابوحامد محمد غزالی (درگذشته ۵۰۵ هجری قمری) به دنیا آمد، هرگز با او دیدار نکرد، چه هنگام فوت ابوحامد، قاضی سیزده سال داشت ولی عین‌القضات چهار سال تمام به خواندن آثار غزالی پرداخت و با آراء و افکار و احوال او عمیقاً آشنایی پیدا کرد، به‌طوری که می‌توان به جرأت گفت یکی از بهترین شاگردان و تربیت‌شدگان مکتب ابوحامد غزالی در همهٔ دوران‌ها قاضی همدانی بود. اگر چه عین‌القضات پس از یک انقلاب روحی در سرآغاز جوانی دست از مطالعه کتاب‌های فلاسفه و متکلمّان، از جمله کتاب‌های ابوحامد، شست، اما، تا آخر عمر تحت تأثیر افکار ابوحامد باقی ماند، و در ضمن آثار خود در هر فرصتی به عقاید وی اشاره می‌کرد.
انقلاب روحی عین‌القضات تا حدودی شبیه به انقلاب روحی امام محمد غزالی است. هر دو در علوم ظاهری تبحر پیدا کرده بودند و هر دو به تصوف روی آوردند. پس از قریب یک سال از انقلاب روحی او، این بار احمد غزالی برادر کوچکتر محمد غزالی، که هنوز در قید حیات بود به یاریش شتافت و از او دستگیری کرد. قاضی همدانی از آن پس در طریق وصول و عالم کشف و شهود قدم نهاد و به مطالعهٔ آثار و تألیفات احمد غزالی پرداخت. بدین ترتیب، دو برادر غزالی هر یک از جهتی بزرگ‌ترین تأثیر را در زندگی علمی و روحی عین‌القضات بخشیدند، و یکی در علوم ظاهری (از جمله کلام و فلسفه و حتی تصوّف و عرفانی که در کتاب‌ها بیان شده) و دیگری در علوم ذوقی راهنمای او گشتند.

## علل مخالفت و عناد با عین‌القضات
ذبیح‌الله صفا علت مخالفت و عناد دین‌فروشان و عوام را با عین‌القضات از چند جهت مختلف دانسته‌است:

- نخست این‌که جایگاه بزرگ او برای گروهی تازه به دوران رسیده و پر مدعا قابل تحمل نبود. تا بدانجا که به سعایت بدگویان ابوالقاسم قوام‌الدین درگزینی وزیر سلجوقیان به فکر آن افتاد تا او را از سر راه بردارد. ابتدا نوشته‌های او را مورد بررسی دقیق قرار دادند و برخی نکات از کتاب تمهیدات را به عنوان الحاد و کفر در دادگاه مطرح نمودند.
- عین‌القضات همدانی روش حسین بن منصور حلاج را داشته و در گفتن آنچه می‌دانسته بی‌پروائی می‌کرده‌است. او اعتقاد داشت آنچه حق است باید گفت و نباید کوتاهی کرد.
- عین‌القضات بر اثر حسن بیان و نفوذ کلام خود مریدان بسیاری در میان بزرگان و گروه کثیری از مردم یافته بود که بر مقالات او شیفته شده‌بودند. از جمله عزیزالدین مستوفی اصفهانی، وزیر سلطان سنجر سلجوقی بود که به او ارادت داشت. چون وزیر سلطان بر اثر دسیسه‌های ابوالقاسم قوام‌الدین درگزینی وزیر بعدی به حبس افتاد و در تکریت به قتل رسید؛ عین‌القضات همدانی نیز که در اثر دوستی عزیزالدین مستوفی با قوام‌الدین درگزینی مخالفت داشت، مورد مؤاخذه و غضب وزیر جدید واقع گردید. بدین صورت که قوام‌الدین مجلسی ترتیب داد و از جماعتی عالمان قشری حکم قتل عین‌القضات را گرفت و سپس دستور داد تا او را به بغداد بردند و در آنجا به زندان افکندند. عین‌القضات در این زندان به تألیف کتاب شکوی الغریب عن الاوطان الی علماءالبلدان، پرداخت.

## اختلاف دیدگاه سیاسی
سبب اختلاف او با حکومت ترکان و مسائل سیاسی اجتماعی آن روز این بود که قاضی همدانی یک ایرانی میهن‌پرست بود. در زمان او زادگاهش جایگزین غاصبان جایگاه علویان، و پایتخت سلجوقیان بود. حکومت ترکان تازه از راه رسیده که از طرف دارالخلافهٔ بغداد حمایت می‌شدند، برای او در حکم بیگانگان بودند.
عین‌القضات همدانی در ابراز میهن‌دوستی و عشق به زادگاهش مطالبی بس زیبا در نخستین اوراق دفاعیات خود آورده‌است. او در شکوی الغریب عن الاوطان الی علماء البلدان در فراق وطن و زادگاهش نوشته‌است:

ای کاش می‌دانستم که چشمانم بار دیگر دو قلهٔ شکوهمند الوند همدان را خواهد دید. ای همدان! باران از میان شهرها تو را زنده دارد؛ و ای اقلیم ماوشان از میان دشت‌ها تو را سیراب گرداند. چگونه برادرانم را فراموش کنم و برای وطنم ننالم؟ درحالی‌که رسول خدا فرمود، حب الوطن من الایمان (وطن دوستی از ایمان است)

## قتل عین‌القضات
در بغداد مشابهٔ همدان به مرگ محکوم گردید. قاضی را به همدان عودت دادند تا حکم در زادگاهش اجرا شود. حکم در ششم جمادی‌الثانی سال ۵۲۵ هجری اجرا شد.
قاضی را در پاسی از شب گذشته به دار آویختند تا شهر در خواب باشد و کسی از اجرای حکم آگاهی نداشته باشد. بی‌شک این اقدام جلوگیری از خشم مردمی بود که دنباله روی دیدگاه‌های اجتماعی، سیاسی قاضی همدان بودند. به قول هفت اقلیم عین‌القضات در سن سی و سه سالگی در مدرسه‌ای که در همدان در آن به تربیت و ارشاد مریدان و وعظ می‌پرداخت، به دار کشیده شد. به گفته برخی منابع شاید شمع آجینش کرده باشند. فردای آن شب بدن بی‌جان او را از دار پایین آوردند، پوست بدنش را کندند و سپس جسدش در بوریایی آلوده به نفت پیچیده، سوزانیدند.
گویند وی در زمان حیات از قتل خود به دست دشمنان و چگونگی اجرای آن باخبر بوده و رباعی زیر را درین مورد سروده‌است، اما ذبیح‌الله صفا متذکر شده‌است که احتمالاً این رباعی را یکی از مریدان وی پس از مرگ او سروده، و بعدها به او نسبت داده‌اند.
| ما مرگ و شهادت از خدا خواسته‌ایم  |  | وان هم به سه چیز کم‌بها خواسته‌ایم |
| گر دوست چنین کند که ما خواسته‌ایم |  | ما آتش و نفت و بوریا خواسته‌ایم   |

## آثار
تألیفات عین‌القضات همدانی به شرح زیر است:
- رساله لوایح
- تمهیدات یا تماهید به فارسی
- زبدة الحقایق فی کشف الدقائق به عربی است که برگردان فارسی آن توسط دکتر مهدی تدین صورت گرفته‌است.
- رساله شکوی الغریب عن الاوطان الی علماء البلدان به زبان عربی
- زبدة المعانی
- غایه الامکان فی درایه المکان (رساله الامکنه و الازمنه)
- رساله عرفانی
- رساله جمالی
- مکتوبات
- رساله یزدان شناخت[۱۵]
- بجز آثار وی به زبان فارسی و عربی، اشعاری از وی به زبان فهلوی (فرس کهن) نیز به‌دست رسیده‌است.[۱۶]

غیر از آنچه ذکر شد عین‌القضات را آثار و رسائل دیگری نیز بوده‌است که خود در رسالهٔ شکوی الغریب از آن‌ها نام برده‌است ولی در جاهای دیگر اثری تاکنون به دست نیامده‌است.